# 沿溪镇 (石柱县)
沿溪镇，是中华人民共和国重庆市石柱土家族自治县下辖的一个乡镇级行政单位。

## 行政区划
沿溪镇下辖以下地区：
滨江社区、静观村、清明村、清溪村、陡岩村、坡口村和新阳村。